# Коктебельський дельфінарій
Коктебе́льський міськи́й дельфіна́рій  — розташований у місті Коктебелі, що належить до юрисдикції Феодосійської міської ради. Розташований просто неба, але над глядацькими місцями є накриття.
Відбувається тут і дельфінотерапія.
Серед основних завдань дельфінарію — пропаганда природоохоронних ідей, популяризація знань про морських ссавців. Вистави проводяться за участю чорноморських дельфінів, морських котиків та інших тварин. Крім вистав у дельфінарії існує можливість купання і дайвінгу з дельфінами. Також проводяться сеанси дельфінотерапії, які є ефективним методом безмедикаментозного оздоровлення та реабілітації дітей з функціональними обмеженнями.
Є можливість фото з тваринами.
Працює щоденно цілорічно. В холодну пору дає 2 шоу на день, у тепле ж півріччя у розкладі значиться три шоу на день, хоча фактично часом призначають додаткове вечірнє шоу. Часом приїжджають також актори-гастролери.